# Urehoved
Urehoved är en udde i Danmark.   Den ligger strax norr om Ærøskøbing på ön Ærø i Region Syddanmark, i den södra delen av landet, 160 km sydväst om Köpenhamn